# Penny Singleton
Penny Singleton, nacida como Dorothy McNulty, (15 de septiembre de 1908 - 12 de noviembre de 2003) fue una actriz estadounidense conocida sobre todo por su papel en la serie de películas basadas en la tira de cómic Blondie, y posteriormente por su adaptación radiofónica. También tuvo fama por ser la voz de Ultra Sónico (Jane Jetson) en la serie de dibujos animados Los Supersónicos.

## Biografía
Su verdadero nombre era Marianna Dorothy Agnes Letitia McNulty, y nació en Filadelfia, Pensilvania. También fue conocida como Dorothy McNulty. Era hija de un periodista de origen irlandés, Benny McNulty – de quien recibió el apodo 'Penny' (porque ella era "tan brillante como un penny o penique"). Empezó su carrera en el mundo del espectáculo de niña, cantando en un local de cine mudo, y más adelante viajando con una obra de vodevil titulada The Kiddie Kabaret. Cantaba y bailaba junto a los actores Milton Berle y Gene Raymond, y actuó en Broadway con la obra de Jack Benny Great Temptations. 
Singleton actuó como cantante de nightclub en el film After the Thin Man (en esa época todavía acreditada como Dorothy McNulty). Trabajó junto a Arthur Lake (este en el papel de Dagwood Bumstead) en la película Blondie en 1938, basada en la tira de cómic Blondie, de Chic Young. Ellos repitieron sus papeles  en una serie radiofónica iniciada en 1939, así como en actuaciones como artistas invitados en otros programas. Como Dagwood y Blondie Bumstead, se hicieron tan populares que se realizaron 27 secuelas entre 1938 y 1950 (el programa de radio finalizó el mismo año). Su marido, Robert Sparks, produjo 12 de las mismas. A partir de entonces Singleton apareció siempre teñida de rubia. Además de estas actuaciones, trabajó en nightclubs y en teatro y musicales.
También tuvo una actividad sindical, y fue la primera mujer en presidir un sindicato AFL-CIO. Lideró una huelga de las Radio City Rockettes.
Se hizo famosa entre la audiencia televisiva al encarnar la voz de Jane Jetson en la serie de dibujos animados Los Supersónicos, la cual originalmente se emitió entre 1962 y 1963, retomando el papel para una redifusión desde 1985 hasta 1988, así como para especiales, grabaciones, y la película Jetsons: The Movie (1990).
Singleton falleció en Sherman Oaks, California, a causa de un accidente cerebrovascular, y fue enterrada en el Cementerio San Fernando Misión de Los Ángeles, California.

## Vida personal
Estuvo casada con:
- Robert Sparks. Desde 1941 hasta el 22 de julio de 1963, momento del fallecimiento de él. Tuvieron una hija.
- Dr. Laurence Scogga Singleton, dentista. Desde 1937 hasta diciembre de 1939). Se divorciaron, y tuvieron una hija.

## Filmografía

### Películas
| - Good News (1930) - Love in the Rough (Amor rabioso) (1930) - After the Thin Man (1936) - Vogues of 1938 (1937) - Sea Racketeers (1937) - Swing Your Lady (1938) - Outside of Paradise (1938) - Men Are Such Fools (1938) - Racket Busters (1938) - Mr. Chump (1938) - Boy Meets Girl (1938) - Secrets of an Actress (1938) - Garden of the Moon (1938) - The Mad Miss Manton (1938) - Hard to Get (1938) - Blondie (1938) - Blondie Meets the Boss (1939) - Blondie Takes a Vacation (1939) - Blondie Brings Up Baby (1939) - Blondie on a Budget (1940) - Blondie Has Servant Trouble (1940) - Blondie Plays Cupid (1940) - Blondie Goes Latin (1941) - Blondie in Society (1941) | - Go West, Young Lady (1941) - Blondie Goes to College (1942) - Blondie's Blessed Event (1942) - Blondie for Victory (1942) - It's a Great Life (1943) - Footlight Glamour (1943) - Leave It to Blondie (1945) - Life with Blondie (1945) - Young Widow (Esclava de un recuerdo) (1946) - Blondie's Lucky Day (1946) - Blondie Knows Best (1946) - Blondie's Big Moment (1947) - Blondie's Holiday (1947) - Blondie in the Dough (1947) - Blondie's Anniversary (1947) - Blondie's Reward (1948) - Blondie's Secret (1948) - Blondie's Big Deal (1949) - Blondie Hits the Jackpot (1949) - Blondie's Hero (1950) - Beware of Blondie (1950) - The Best Man (1964) (escenas eliminadas) - Jetsons: The Movie (1990) (voz) |

### Cortos
- Belle of the Night (1930)
- Campus Cinderella (1938)
- Screen Snapshots Series 19, No. 1 (1939)